# Kamaishi
Kamaishi (jap. 釜石市, -shi) ist eine Stadt in der Präfektur Iwate auf Honshū, der Hauptinsel von Japan.

## Geographie

Stadtzentrum Kamaishi (aus 7 Luftaufnahmen von 1977 zusammengesetztes Luftbild in Farbe), erstellt vom MLIT

Kamaishi liegt nördlich von Sendai, südöstlich von Morioka und östlich von Tōno.
Stadt und Gemeinde liegen am Pazifischen Ozean entlang der Sanriku-Küste, die als Ria-Küste viele tief einschneidende Buchten aufweist. Dadurch und aufgrund der nahe der Küste ansteigenden Berge werden die Auswirkungen von Tsunamis verstärkt.
Kamaishi verfügt über vier große Buchten: Die Bucht von Ōtsuchi, die Bucht von Ryōishi, die Bucht von Kamaishi und die südlich gelegene Bucht von Tōni. Die Bucht von Kamaishi und die sich nördlich anschließende Bucht von Ryōishi (両石町) werden in der Tsunamiforschung für berechnende Tsunamisimulationen teilweise zusammen behandelt, da die beiden Buchten zwar von einer kurzen Halbinsel voneinander getrennt, aber gemeinsam von zwei langen Halbinseln umgeben sind: Im Norden von der Bucht von Ryōishi und im Süden von der Bucht von Kamaishi.
Die Stadtsiedlung Kamaishi selbst befindet sich in der sich nach Osten öffnenden Bucht von Kamaishi. Die urban entwickelten Gebiete konzentrieren sich dabei entlang des 1,1 km breiten Tals des Flusses Kasshi (甲子川) am Hafen und werden von steil ansteigenden Hügeln im Norden und Süden begrenzt.
In Tōni-Hongo wurde nach dem Chile-Tsunami von 1960 ein Tsunami-Seawall mit einer Höhe von etwa 11 m zum Schutz des Dorfes errichtet. Zusätzlich wurde zur Abschwächung von Tsunamiauswirkungen ein Tsunamiregulationswald zwischen dem Seawall und dem Dorf angelegt.
Die Wassertiefe in der Mitte der Kamaishi-Bucht ähnelt jener der sich nördlich an die Bucht von Ryōishi anschließenden und geometrisch ähnlich gestalteten Bucht von Ōtsuchi. Die Höhe von Tsunamis besitzt daher für beide Orte ähnliche Werte. Das gilt sowohl für den Tsunami, der vom Shōwa-Sanriku-Erdbeben 1933 ausgelöst worden war (die gemessene Überflutungshöhe hatte in der Kamaishi-Bucht 6,0 und in der Bucht von Ōtsuchi 5,4 Meter betragen), als auch für künftig erwartete Tsunamis. 1978 begann der Bau eines Tsunami-Wellenbrecherdamms, der 2,3 Kilometer vor der Küstenlinie und in 2,2 Kilometer Entfernung der Mündung der Bucht gelegen ist. Er wurde im Jahr 2006 (oder: 2009) mit Längen von 990 m (oder: 770 m) und 670 m, einer 300 m breiten Öffnung und in einer maximalen Wassertiefe von fast 63 Metern als weltweit tiefster Wellenbrecherdamm fertiggestellt und soll das dicht besiedelte Gebiet der in der Kamaishi-Bucht gelegenen Stadt Kamaishi schützen.
Während der Entwurfsphase des Wellenbrechers in der Bucht von Kamaishi waren Küsteningenieure an der Universität Tōhoku beauftragt worden zu klären, ob der Wellenbrecher Tsunamiwellen vom Zentrum von Kamaishi nach Norden ablenken würde. Nach vier Jahre währenden Experimenten kamen die Forscher in Berichten von 1974 und 1975 zu dem Ergebnis, dass der Wellenbrecher die Wellen in Richtung Ryōishi und Kariyado, einem Fischerdorf auf einer nach Osten ragenden Halbinsel, verstärken würde. Ryōishi, das bis dahin über keine Küstenschutzbauwerke verfügt hatte, wurde daraufhin mit einem 30 Fuß hohen Seawall entlang seiner Küste ausgestattet.

## Geschichte
Bei der Reorganisation des japanischen Gemeindewesens zum 1. April 1889 wurde das Dorf Kamaishi (釜石村, -mura) mit dem Dorf Heita (平田村, -mura) zur kreisangehörigen Stadt Kamaishi (釜石町, -chō) im Landkreis Minamihei zusammengelegt. Zum 5. Mai 1937 erfolgte die Erhebung zur kreisfreien Stadt (shi).
Kamaishi gilt als Geburtsort der modernen Stahlindustrie Japans und erlebte über nahezu ein Jahrhundert hinweg einen wirtschaftlichen Aufschwung. Das Tsuami-gefährdete Kamaishi blieb somit lange Zeit ein bedeutendes Zentrum der Stahlproduktion, einer Schlüsselindustrie Japans, und die staatliche Regierung betrieb zum Schutz der Stadt den Bau des weltweit tiefsten Wellenbrechers am Eingang der Bucht, der sich 10 Meter über den Meeresspiegel erhebt. Der große Wellenbrecher in der Bucht sollte die Stadt nicht nur vor Tsunamis schützen, sondern auch die Grundlage für einen modernen internationalen Hafen schaffen, der Containerschiffe beherbergen und neue Unternehmen anziehen würde. Doch Anfang der 1970er Jahre verlagerte der Hauptarbeitgeber der Stadt, Shinnittetsu Sumikin (Nippon Steel), seine Stahlproduktion nach Zentraljapan, wo sich die aufblühende Automobilindustrie konzentrierte. Als der 1978 begonnene Bau des Wellenbrechers 2008 oder 2009 abgeschlossen wurde, hatte Nippon Steel seine beiden Hochöfen bereits seit langer Zeit geschlossen. Containerschiffe fuhren Kamaishi nicht an. Der Hafen von Kamaishi blieb abhängig von umfangreichen Subventionen. Viele Unternehmen und Menschen verließen die Stadt. Seit etwa 1970 ging die Bevölkerung von Kamaishi innerhalb von vier Jahrzehnten sprunghaft von 100.000 Menschen auf 40.000 (vor dem Tsunami vom 11. März 2011) zurück.

## Erdbeben- und Tsunamikatastrophen
| Katastrophenereignis | Völlig zerstörte Häuser | Zahl der Todesopfer | Quelle |
| --- | ----------------------- | ------------------- | ------ |
| Meiji 1896 (Erdbeben und Tsunami) | 1192                    | 6487                | [ 12 ] |
| Shōwa 1933 (Erdbeben und Tsunami) | 686                     | 728                 | [ 12 ] |
| Chile 1960 (Erdbeben und Tsunami) | 28                      | 0                   | [ 12 ] |
| Tōhoku 2011 (Erdbeben und Tsunami) | 3188                    | 1039                | [ 12 ] |
| Anmerkung: Die Zahl der Todesopfer für die Tōhoku-Katastrophe 2011 errechnet sich aus den Gesamtzahlen der Toten und Vermissten des 153. FDMA-Schadensberichts vom 8. März 2016 abzüglich der Zahlenangaben katastrophenbedingter Todesfälle, die von der Wiederaufbaubehörde (Reconstruction Agency, RA) ermittelt wurden. |                         |                     |        |

### Historische Tsunami-Erfahrungen und Gegenmaßnahmen
Kamaishi ist in der Vergangenheit wiederholt durch Tsunamis verwüstet worden. Allein innerhalb der Stadtgrenzen weisen 34 Tsunamigedenksteine auf diese historischen Ereignisse hin. Der Meiji-Sanriku-Tsunami 1896 hatte 4.000 der damals 6.500 Einwohner Kamaishis getötet und nahezu die gesamte Stadt zerstört.
Das Dorf Tōni-Hongo wurde 1896 von einem 14,5 m hohen Tsunami getroffen, der 224 Häuser zerstörte. 1933 wurde es von einem 9,3 m hohen Tsunami getroffen, der 101 Häuser zerstörte. Nach dem Tsunami von 1933 wurde das Dorf auf höher gelegenem Terrain (20 m über dem MSL) wiederaufgebaut. Es überstand dort den etwa 5 m hohen Chile-Tsunami von 1960. Nach diesem Ereignis wurden viele Häuser in Tieflandgebieten erbaut, um die anwachsende Bevölkerung aufzunehmen. In dem zur Stadt Kamaishi gehörenden Dorf Tōni (唐丹) nahmen die Gemeindemitglieder alljährlich am 3. März zum Jahrestag des Meiji-Sanriku-Tsunami von 1896 an Tsunamiübungen der Jichikai (Nachbarschaftsverbände) teil, wobei die Teilnehmerrate in einigen Nachbarschaften wie dem stärker bevölkerten Kojirahama niedrig und in anderen wie dem geringer und alteingesessener bevölkerten Kerobe sehr hoch war. Einwohner von Tōni hatten Bücher über die Auswirkungen vergangener Tsunamis geschrieben, die von den Gemeinschaften als bewusstseinsbildendes Mittel verwendet wurden. Neben einer von der Stadtverwaltung Kamaishi herausgegebenen Tsunamigefährdungskarte mit voraussichtlichen Angaben über das Überflutungsgebiet, die Höhe und die Ankunftszeit eines erwarteten Tsunamis existierte noch eine von den Gemeindemitgliedern in Tōni selbst erstellte Tsunamigefährdungskarte, die auch lokale Informationen über die Überflutungsgebiete während des Meiji-Sanriku-Tsunamis 1896 und des Shōwa-Sanriku-Tsunamis 1933, über die Evakuierungsstätten, über die Fluchtrouten und über gefährdete Gebiete beinhaltete. Beide Tsunamigefährdungskarten waren an alle Familien in Tōni verteilt worden waren. Zudem wurde eine Reihe von Gemeinschaftsfestivals dazu genutzt, lokale Schulen in Aktivitäten zu Katastrophenbewußtsein und -vorbereitung einzubeziehen.
Nach dem Zweiten Weltkrieg waren die sich hinter dem Hafen von Kamaishi und dem zentralen Stadtteil erhebenden steilen Hügel, die in der hügeligen Stadt mit ihrem wenigen flachen Gelände seit langem einen natürlichen Tsunami-Schutz boten, mit einem ausgeklügelten Netzwerk von Evakuierungstreppen, Wegen und Rastplätzen ausgestattet worden, so dass die meisten Menschen in dem Tsunami-gefährdeten zentralen Stadtteil sich nur wenige hundert Meter von der nächsten Evakuierungstreppe entfernt aufhielten.

### Tōhoku-Katastrophe von 2011

#### Ausmaß der Überflutung und Schäden

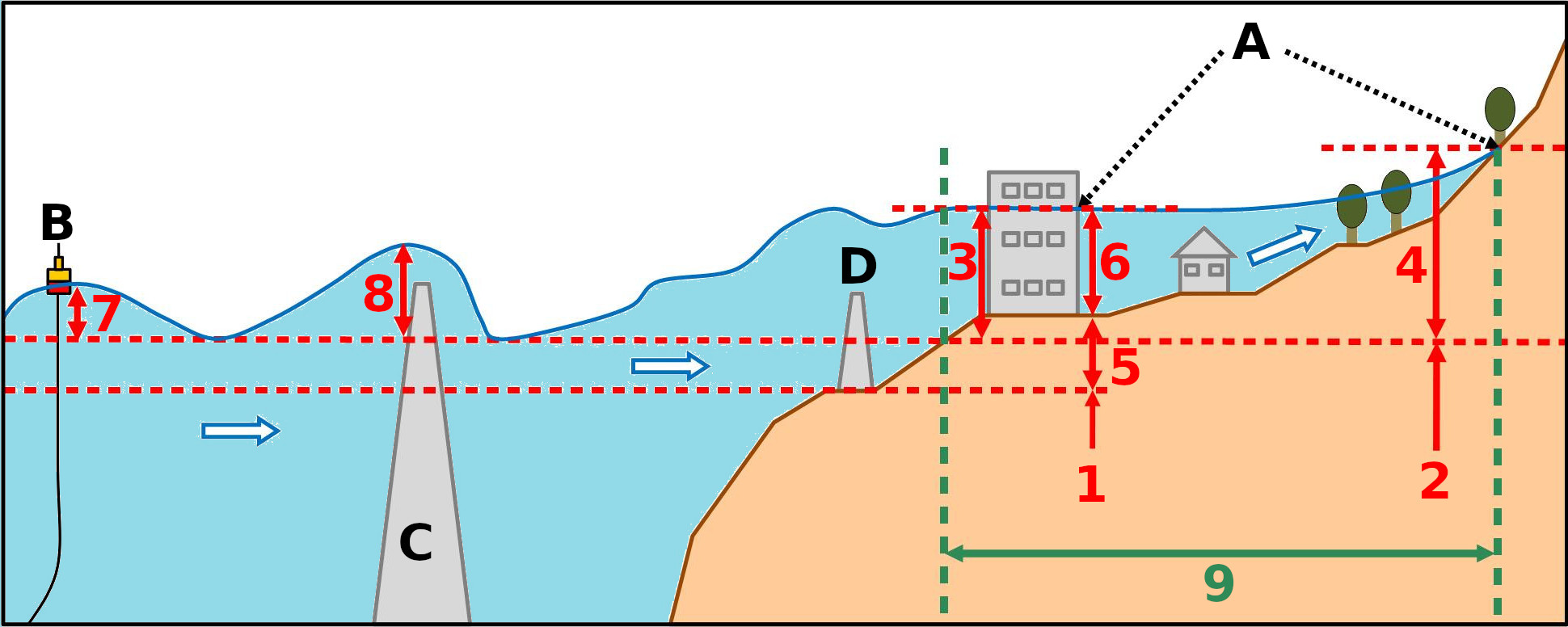
Auflaufhöhe, Inundationshöhe und Überflutungstiefe beim Tōhoku-Tsunami in Kamaishi
1: Mittlerer Wasserspiegel
2: Gezeitenpegel zur Zeit des Tsunamis
3: an Höhe der lokalen Spuren (A) ausgerichtete und simulierte Inundationshöhe: 8,0 m
4: simulierte Auflaufhöhe: 10,0 m
5: Geländehöhe
6: Überflutungstiefe
7: Tsunamihöhe laut GPS-Ozeanwellen-Messung (B): 6,7 m
8: simulierte Tsunamihöhe an dem 4 m hohen Gezeitenwellenbrecher (D)
(C): Tsunamiwellenbrecher (63 m tief)

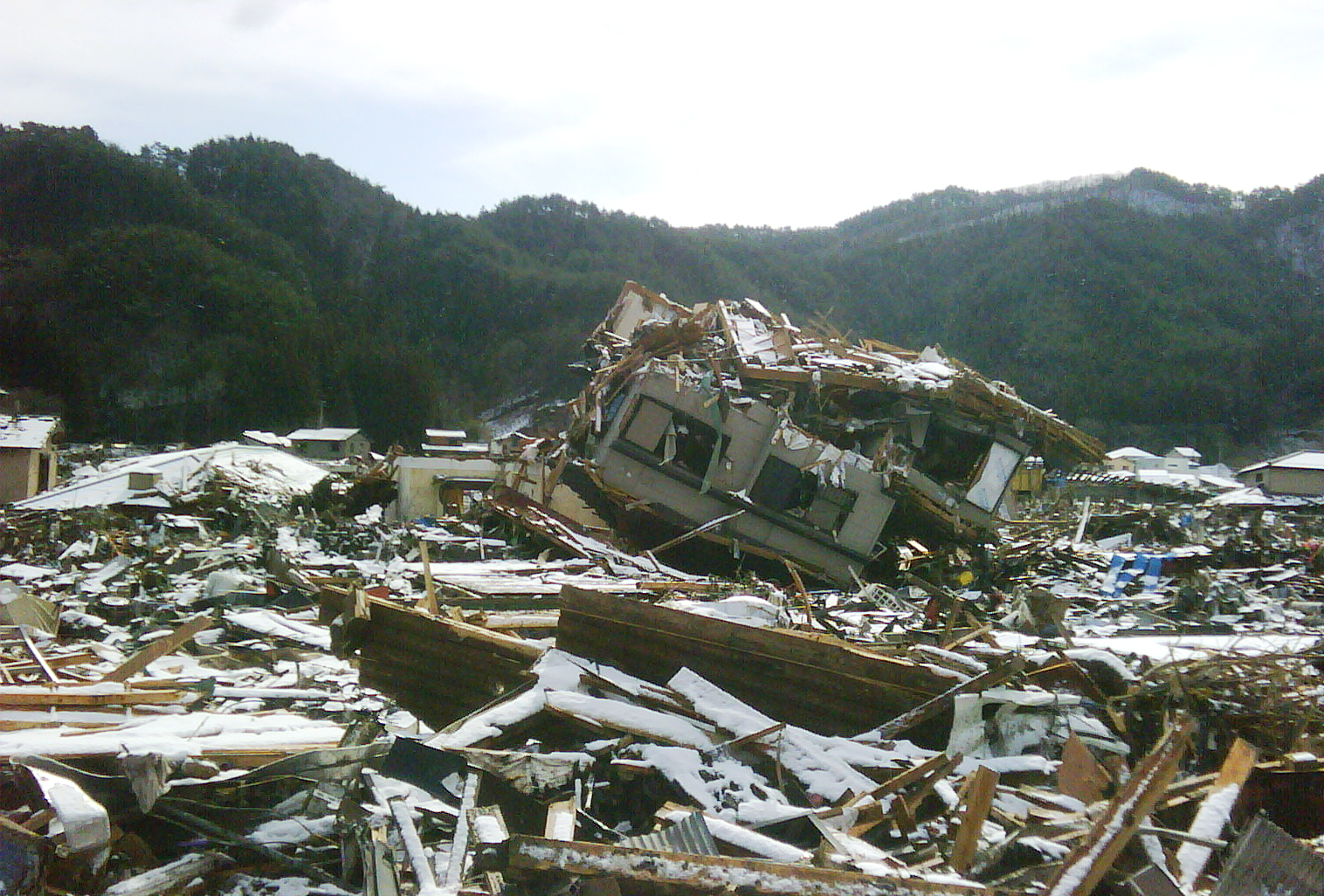
Verwüstungen in Unosumai (鵜住居), Kamaishi, nach dem Tōhoku-Erdbeben und -Tsunami von 2011

Am 11. März 2011 ereignete sich das Tōhoku-Erdbeben von 2011, das einen Tsunami auslöste, der die Stadt verwüstete und Brücken zerstörte. Die Zahl der völlig zerstörten Wohngebäude wird mit 2957 beziffert. Eines der fünf Krankenhäuser und sechs der dreizehn Kliniken der Stadt wurden vom Tsunami beschädigt.
Im Hafen von Kamaishi (釜石港) wurde das Containerschiff Asia Symphony auf den Kai gehoben und mit dem Bugkiel auf den Seawall (Kaimauer) gesetzt.
Der Seawall in Ryōishi (Kamaishi, Unozumai) wurde zerstört. Das Umsiedlungsgebiet, auf das beim Wiederaufbauprogramm nach der Katastrophe des Shōwa-Tsunamis von 1933 ausgewichen war, nahm schweren Schaden. Der Tsunami erreichte Medienangaben zufolge mit 60 Fuß in Ryōishi und Kariyado doppelt so große Höhen wie im Zentrum von Kamaishi und zerstörte die beiden Orte. Demnach tötete der Tsunami in Ryōishi 45 der 600 Einwohner der Ortschaft und zerstörte 215 der 230 Häuser.
In Tōni-Hongo überwand der Tsunami trotz des vorgelagerten Tsunamiregulationswaldes den rund 11 m hohen Seawall und zerstörte Hunderte von Häuser in dem tiefgelegenen Gebiet. Die in dem höher gelegenen Land in Tōni-Hongo erbauten Häuser blieben hingegen vom Tsunami verschont. In der Bucht von Tōni wurde eine Überflutungshöhe von 14,8 m (in Tōni-Hongo) gemessen, während die Messungen der Auflaufhöhen bis 21,4 m (in Tōni-Hongo) reichten. Der Fall von Tōni-Hongo (唐丹本郷), heute ein Teil der Stadt Kamaishi, gilt als gutes Beispiel für den Nutzen der Umsiedlung und die Herausforderungen der Flächennutzungsvorschriften im Zusammenhang mit Tsunamis. Diejenigen Häuser in Tōni-Hongo, die nach einem früheren Tsunami auf höheres Terrain umgesiedelt worden waren, blieben vom Tōhoku-Tsunami 2011 verschont, während neu errichtete Häuser in den nicht regulierten Tieflandgebieten schwer vom Tsunami getroffen wurden.

#### Opfer
Die Brand- und Katastrophenschutzbehörde (Fire and Disaster Management Agency, FDMA) meldete in ihrem 124. Schadensbericht vom 19. Mai 839 Tote und 508 Vermisste. Die Zahl der Toten erhöhte sich bis zur 157. Schadenserfassung der FDMA auf 994, während noch 152 Menschen vermisst wurden.
Gemessen an der Gesamtbevölkerung Kamaishis, die bei der Volkszählung von 2010 mit 39.574 angegeben worden war, betrug die Opferrate durch die Katastrophe von 2011 2,9 %, wenn alle in dem 157. FDMA-Schadensbericht vom 7. März 2018 registrierten Toten und Vermissten berücksichtigt werden beziehungsweise 2,63 %, wenn die in dem 153. FDMA-Schadensbericht vom 8. März 2016 registrierten Opfer (993 Tote und 152 Vermisste) abzüglich der von der Wiederaufbaubehörde (Reconstruction Agency, RA) gemeldeten katastrophenbedingten Todesfälle berücksichtigt werden, wodurch sich eine Zahl von 1.039 Toten und Vermissten ergibt. Mit der gleichen Datengrundlage, aber allein auf das Überflutungsgebiet des Tsunamis in Kamaishi bezogen, das eine Fläche von 7 km2 umfasste, ergab sich eine Opferquote von 7,89 %, nach anderen Berechnungen 9 %. 13.164 Menschen und damit 33 % der Gesamtbevölkerung der Stadt Kamaishi (wenn man mit Stand von 2010 von 39.578 Einwohnern ausgeht) hatten ihren Wohnsitz in dem am 11. März 2011 vom Tsunami überfluteten Gebiet gehabt.
| Gebiet in Kamaishi | Todesopfer | Todesopfer | Einwohner | Tsunami                   | Tsunami             | Entfernung zur nächsten Evakuierungsstätte [m] |
| Gebiet in Kamaishi | Rate [%]   | Anzahl     | Einwohner | Max. Überflutungshöhe [m] | Ankunftszeit [min.] | Entfernung zur nächsten Evakuierungsstätte [m] |
| --- | ---------- | ---------- | --------- | ------------------------- | ------------------- | ---------------------------------------------- |
| Unozumai | 9,15       | 331        | 3.618     | 9,44                      | 20                  | 554                                            |
| Hakozakicho | 6,20       | 79         | 1.274     | 14,44                     | 24                  | 487                                            |
| Tadakoe | 6,62       | 45         | 680       | 9,62                      | 28                  | 477                                            |
| Katagishi | 4,76       | 41         | 862       | 13,85                     | 20                  | 297                                            |
| Shinhama | 5,32       | 10         | 188       | 8,38                      | 28                  | 359                                            |
| Quelle: Gesamtbevölkerung laut Statistics Bureau (統計局) und Director-General for Policy Planning (政策統括官), Volkszählung 2010; Todesopfer laut Brand- und Katastrophenschutzbehörde (消防庁 = Fire and Disaster Management Agency, FDMA); Maximale Überflutungshöhe und Ankunftszeit des Tsunamis laut The 2011 Tohoku Earthquake and Tsunami Joint Survey Group; Entfernung zur nächsten Evakuierungsstätte vom Wohnort laut den Evakuierungsstättendaten der Cabinet Secretariat Civil Protection Portal Site (https://www.kokuminhogo.go.jp/en/pc-index_e.html) des Kabinettssekretariat (内閣官房) und den Luftaufnahmen und Karten der Geospatial Information Authority of Japan (GSI) vom Tsunami Damage Mapping Team, Association of Japanese Geographers. |            |            |           |                           |                     |                                                |

#### Wirksamkeit der Küstenschutzbauwerke
Bei der Tōhoku-Katastrophe von 2011 stellte sich heraus, dass im Falle einer Überflutung der Betonküstendämme und -deiche, die an ihrer Vorder-, Ober- und Rückseite mit Beton bedeckt waren, der Deichfuß, dem eine derartige harte Deckschicht fehlte, einen Schwachpunkt darstellte.
Auch die 10 Meter hohen Seawalls in Kojira-hama (in Tōni) brachen und wurden zerstört, wie viele andere untersuchte Seawalls in den Präfekturen Iwate und Miyagi sowie im nördlichen Teil der Präfektur Fukushima, die vom Tsunami um mehrere Meter überflutet wurden.
Die in 63 m Wassertiefe gebauten Tsunamiwellenbrecher von Kamaishi scheiterten ebenfalls an dem Tsunami von 2011 und wurden zerstört. Der Tsunami warf den 990 m langen Nordabschnitt des neu fertiggestellten Offshore-Wellenbrechers um, während der 670 m lange Südabschnitt zwar größtenteils intakt standhielt, aber nach links geneigt wurde. Das Port and Airport Research Institute (PARI) führte physikalische und numerische Modelluntersuchungen zu ihrem Versagen durch und kam zu dem Ergebnis, dass eine Kombination von zwei Effekten, die durch die Überspülung der Wellenbrecher durch den Tsunami verursacht wurden, für das Versagen der Struktur verantwortlich war. Diesen Modelluntersuchungen zufolge betrug die Tsunami-Höhe auf der Offshore-Seite 10,8 m, auf der Landseite jedoch lediglich 2,6 m. Dieser Unterschied in der Wassertiefe erzeugte eine große hydrostatische Kraft an der Wellenbrecherwand und führte zusammen mit Wasser, das durch Spalten zwischen den Blöcken des Wellenbrechers strömte, zum Zusammenbruch der Wellenbrecherwand.
Nachdem das Ministry of Land, Infrastructure and Transport (MLIT) wenige Tage nach der Katastrophe eine Bewertung der Leistung des Wellenbrechers in Auftrag gegeben hatte, veröffentlichte drei Wochen nach dem Tsunami das Port and Airport Research Institute (PARI), ein halbstaatliches Institut, das bis 2001 dem MLIT unterstellt war und weiter in dessen Zuständigkeitsbereich verblieb, einen Bericht auf der Grundlage der einige Kilometer vor der Küste durch ein GPS-Tracking-System erfassten Tsunami-Daten. Dieser Bericht kam zu dem Ergebnis, dass der Wellenbrecher die Höhe der ersten Welle um 40 Prozent reduziert und seine Landung um sechs Minuten verzögert habe, wodurch viele Menschenleben gerettet worden seien. Beamte des Ministeriums bestätigten die engen Beziehungen des PARI zum MLIT, bezeichneten die die Ergebnisse des Berichts jedoch als neutral. Die Analyse der Überflutungs- und Auflaufhöhen von Mori et al. (2011) unterstützt diese Simulationsergebnisse. Die Japan Agency for Marine Earth Science and Technology (JAMSTEC), eine halbstaatliche Institut ohne Verbindungen zum MLIT, kam hingegen zum Ergebnis, der Wellenbrecher habe zu keiner signifikanten Verringerung der Höhe des Tsunamis oder zu seiner verzögerten Landung geführt. Die Auflaufhöhe des Tsunamis betrug außerhalb der Bucht über 30 Meter, doch wurde die Tsunamihöhe in der Kamaishi-Bucht deutlich verringert. An der Mündung der Kamaishi-Bucht hatte die Auflaufhöhe anfänglich noch 22 Meter, fiel dann nahe dem vor der Küste liegenden Wellenbrecherdamm auf 10 Meter herab und blieb dann bis zur Uferlinie in etwa konstant bei 10 Metern. Er war damit deutlich niedriger als in der Ōtsuchi-Bucht und ein Vergleich mit dem Tsunami in Ōtsuchi zeigt, dass der Wellenbrecherdamm die Tsunamihöhe um etwa 25 bis 40 Prozent verringert und den aus dem Tsunami resultierenden Schaden für Kamaishi im Vergleich zu Orten wie Ōtsuchi deutlich reduziert hat. Im Vergleich zu anderen Gebieten wie Kesennuma blieb der Schaden an Schiffen relativ begrenzt. Die Abschwächung der Tsunamiauswirkung durch die Verwendung von Wellenbrecherdämmen wurde durch die Erfahrung während des Tōhoku-Erdbebens 2011 erstmals verifiziert. Kamaishi gehört mit seinen Fischereiforschungsbooten zu den Orten der Tōhoku-Katastrophe 2011, wo Fälle bekannt wurden, in denen es gelang Boote zu retten, indem sie noch schnell auf das Meer gebracht wurden. In vielen anderen Orten war man nicht mehr in der Lage, Boote kurzfristig genug auf das offene Meer zu bringen. Neben der Verringerung führte der Wellenbrecher in der Kamaishi-Bucht auch zu einer Verzögerung der Tsunami-Schäden. Obwohl der Wellenbrecherdamm ungeachtet seiner schweren Beschädigung der Bevölkerung einen Aufschub von sechs Minuten verschaffte, bevor der Tsunami in die Stadt eindrang, und er die Tsunamihöhe im Hafen um 40 Prozent (von 13,7 m auf 8,1 m oder 8,0 m) sowie simulierenden Berechnungen zufolge die maximale Auflaufhöhe von 20,0 m um 50 Prozent auf 10,0 m verringerte, bot er letztlich keinen Schutz für die Stadtbevölkerung, die sich hinter der enormen Wellenbrecherbarriere aus Beton gut geschützt wähnte. Der Tsunami überflutete in Kamaishi ein Gebiet von 7 Quadratkilometern und 22 Prozent der Fläche in den Wohngebieten. Als Überflutungshöhe wurden 9,3 m angegeben. Andere Angaben sprechen von 8,0 m Inundationshöhe (ausgerichtet an lokalen Tsunamispuren mit dem Gezeitenpegel zum Zeitpunkt unmittelbar vor Ankunft des Tsunamis als Referenzebene) und von einer simulierten Auflaufhöhe von 10,0 m.
Takenori Noda, Kamaishis Bürgermeister, sagte, Lautsprecher in der ganzen Stadt hätten die Menschen zwar gewarnt zu fliehen, doch glaube er, „dass die Anwesenheit des Wellenbrechers den Menschen ein unbewusstes Gefühl der Sicherheit gab“.

#### Wirksamkeit der Evakuierungsübungen
Um in der Stadt Ryōishi des Distrikts Kamaishi Verkehrsstaus bei Evakuierungsmaßnahmen entgegenzuwirken, hatte die Stadt ein System eingeführt, das im Falle eines Tsunamis bestimmte Fahrer und Fahrzeuge für den Transport gefährdeter Menschen auf höheres Gelände ausweist. Die physische Kennzeichnung ausgewiesener Fahrzeuge sollte die Anzahl der für die Evakuierung in Gebrauch befindlichen Fahrzeuge begrenzen und das Bewusstsein dafür erhöhen, wer für die Rückkehr in die Stadt verantwortlich ist. Am 11. März 2011 befanden sich zum Zeitpunkt des Tsunamis alle ausgewiesenen Fahrer außerhalb der Stadt und das System konnte nicht vor Ankunft des Tsunamis durchgeführt werden.
Die Besitzerin des Hotels Hōraikan (宝来館) am Strand in Unosumai hatte ihr Hotel aufgrund ihrer Erfahrungen bei einer vorangegangenen Evakuierung nach einer Tsunamiwarnung als viergeschossiges Gebäude mit Außentreppen und Stahlgerüst bauen lassen, das für die Evakuierung bei Tsunamis im 3. Stockwerk ausgeschildert wurde und verwendet werden konnte. Während des Tsunamis am 11. März 2011 führte sie Hotelgäste jedoch auf einen Hügel hinter dem Hotel, statt im Gebäude zu verbleiben. Das Hotel wurde bis zur Decke des zweiten Geschosses überflutet und erlitt im Erdgeschoss Schäden an nichttragenden Teilen.
„Wunder von Kamaishi“
Evakuierungsübungen und Katastrophenrisikomanagementerziehung als Grundpfeiler der Schulen des Landes werden als Ursachen dafür betrachtet, dass die Kinder in der Stadt Kamaishi weitgehend in Sicherheit blieben (sogenanntes „Wunder von Kamaishi“). Wiederholungsübungen, Schulbildung und Gefahrenkarten werden als begünstigende Faktoren angeführt. Während jeder Vierzigste Mensch in Kamaishi sein Leben verlor, blieb die Opferquote unter den Schulkindern in der Stadt Kamaishi gering. Lediglich 5 von 2.900 Schülern der 14 Grund- und weiterführenden Schulen kamen zu Tode. Die Überlebensrate der Schulkinder von 99,8 Prozent war damit zwanzig mal höher als die allgemeine. So hatte beispielsweise Toshitaka Katada, Professor an der Universität Gunma im Bereich Social Engineering mit Schwerpunkt Katastrophenmanagement und Tsunami-Überleben, 8 Jahre vor der Katastrophe von 2011 das tendenko-Konzept in Schulen von Kamaishi wieder eingeführt, das eine reine Selbstrettung propagiert und nicht vorsieht, dass der Selbst-Evakuierende sich um die Evakuierung anderer Menschen wie Angehörige, Nachbarn oder Verwandte kümmert.
In dem Unosumai-Viertel (鵜住居) Kamaishis überlebten alle 580 Schüler und Lehrer von zwei Schulen, die vom Tsunami zerstört wurden. Obwohl ihre Schulen außerhalb des erwarteten Überflutungsgebiets des Tsunamis lagen, hatten die Schüler beschlossen, ihre Schulen zu verlassen und sich auf höher gelegenes Terrain zu evakuieren. Auf Grundlage der drei von Katada gelehrten Prinzipien der Evakuierung hatten die Schüler an der Kamaishi East Junior High School in Unosumai unmittelbar nach dem Erdbeben ihre Schule verlassen, waren auf höheres Gelände gelaufen und hatten mit ihrer schnellen und bestimmten Reaktion Anwohner und Schüler und Lehrer der benachbarten Grundschule gewarnt und dazu veranlasst, ihrem Beispiel zu folgen, wodurch viele Menschenleben gerettet wurden. Diese drei Prinzipien Katadas, die als Grund für das „Wunder von Kamaishi“ angesehen werden, hatten die Schüler erstens dazu aufgefordert, sich nicht auf Tsunamigefährdungskarten zu verlassen, zweitens in jeder Situation ihr Bestes zu geben und drittens die Initiative zur Evakuierung in der Gemeinde selbst zu ergreifen. Das dritte Prinzip (japanisch: „sossen hinansha tare“) wird dabei als moderne Form des historischen tendenko-Prinzips verstanden. Nach der Katastrophe von 2011 wurden diese Prinzipien als eine der besten Praktiken der Katastrophenausbildung angesehen. Die Reaktionsmöglichkeiten, die die Kinder in der Schule gelernt hatten, hatten sie in die Lage versetzt eine Katastrophe zu überwinden, die alle Worst-Case-Szenarien übertraf.
„Tragödie des Katastrophenpräventionszentrums“
Im gleichen Gebiet wie dem der beiden Schulen des „Wunders von Kamaishi“ kam es jedoch zugleich zu hohen Opferzahlen infolge einer unzureichend durchgeführten Evakuierungsübung. Diese Evakuierungsübung war eine Woche vor dem Tōhoku-Tsunami 2011 (am 3. März, dem Gedenktag des Shōwa-Sanriku-Tsunamis) durchgeführt worden, und die Stadt hatte ein zweistöckiges Stahlbeton-Gebäude als Katastrophenpräventionszentrum (eine Gruppen-Evakuierungsunterkunft, die sich außerhalb des erwarteten Überschwemmungsgebiets befindet) statt anderer Evakuierungsgebiete auf höher gelegenem Terrain ausgewählt, weil das Zentrum für ältere Menschen leicht zugänglich war. Zwar war das Katastrophenpräventionszentrum Unosumai in Unosumai-cho nicht als Evakuierungszentrum im Falle eines Tsunamis ausgewiesen. Doch weil der Ort kurz vor der Katastrophe für die Notfallübung genutzt worden war, suchten am 11. März 2011 viele Bürger dort Schutz.
Als am 11. März 2011 die meisten Teilnehmer der Evakuierungsübung vom 3. März in das Zentrum evakuierten statt auf höher gelegenes Terrain, überlebten von den insgesamt 200 Evakuierten lediglich 25 (nach anderen Angaben: 34) Menschen, während 54 (nach anderen Angaben: 69) tot im Zentrum aufgefunden und über 100 für tot oder vermisst gehalten werden. Nach anderen Angaben starben dort schätzungsweise 120 Menschen. Das Gebäude wurde zerstört. Nach dem Vorfall beim Katastrophenpräventionszentrum des Unosumai-Viertels (鵜住居地区防災センター), das in Kontakt zur Stadt Ōtsuchi gelegen ist, wurde in der Folge auch von der „Tragödie des Katastrophenpräventionszentrums“ (防災センターの悲劇) oder von der „Tragödie von Kamaishi“ gesprochen. Im März 2014 wurde der über 100 Seiten umfassende Bericht einer Untersuchungskommission zu dem Vorfall am Katastrophenpräventionszentrum der Stadt Kamaishi im Unosumai-Viertel von der Stadt Kamaishi veröffentlicht.
Der am Anfang Dezember 2013 begonnene Abriss des Gebäudes wurde bis Februar 2014 abgeschlossen. Der Standort des ehemaligen Katastrophenpräventionszentrums soll als Gedenkpark Inori no Park mit einem Denkmal für die Katastrophe entwickelt werden. Am 11. April 2016 fand eine Zeremonie zur Verwendung der Trümmer des Katastrophenpräventionszentrums für die Fundamente des Parks statt.

#### Wiederaufbau
Im Gebiet Tōni, wo sowohl die Grundschule als auch die Mittelschule nach der Katastrophe neu gebaut werden mussten, wurde aufgrund des Rückgangs an Kindern im Schulalter statt dem Bau zweier Schulgebäude erwogen, ein einziges Gebäude zu errichten, dass sowohl die Grund- und Mittelschule, als auch andere öffentliche kommunale Einrichtungen unterbringen sollte. Im Rahmen des Wiederaufbaus entstand das Kamaishi Recovery Memorial Stadium, ein Rugby-Stadion und eine der Spielstätten der Rugby-Union-Weltmeisterschaft 2019.

## Wirtschaft
- Nippon Steel

## Städtepartnerschaften

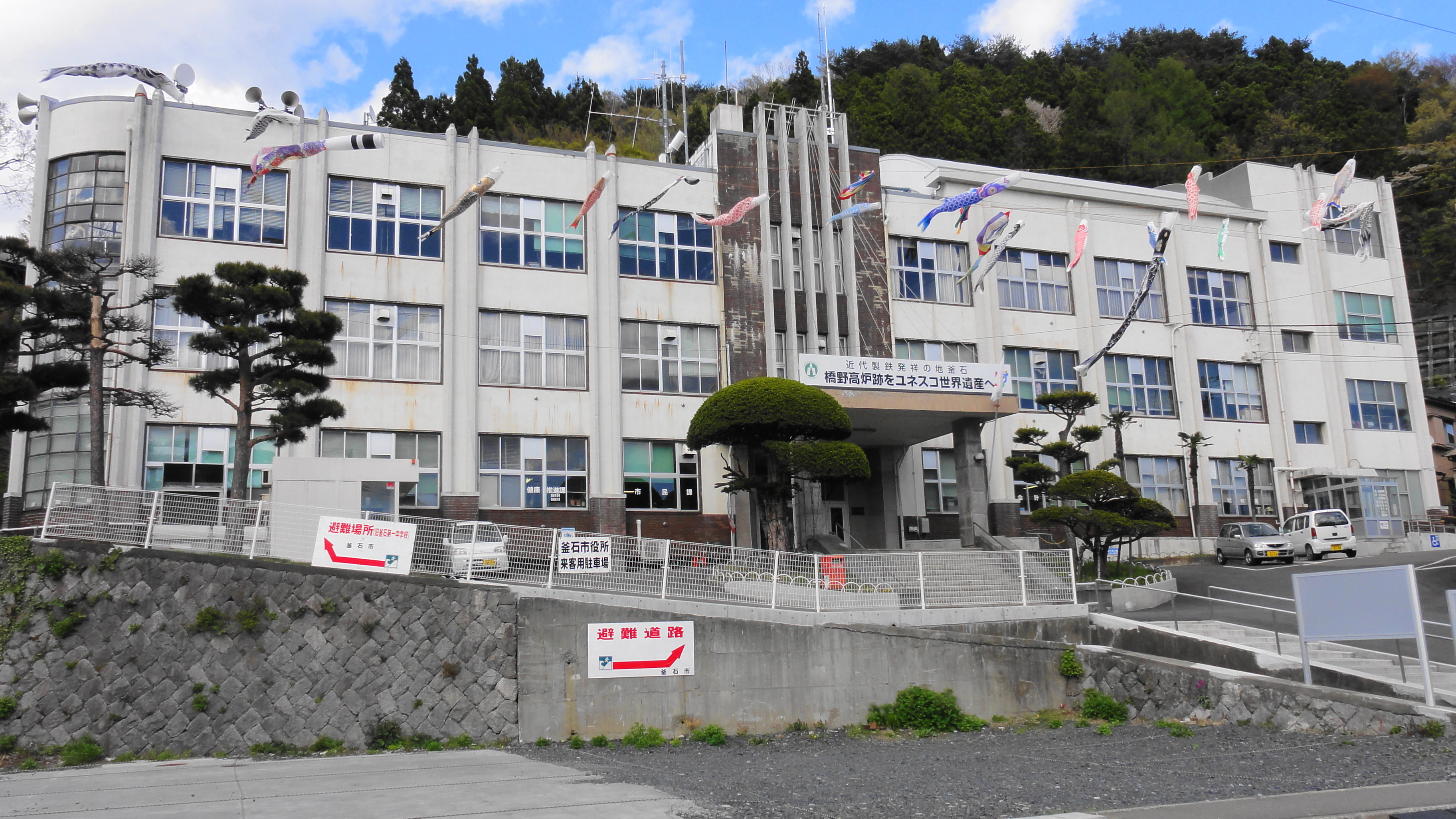
Rathaus von Kamaishi, Präfektur Iwate, Japan

- Digne-les-Bains, Frankreich, seit 1994

## Söhne und Töchter der Stadt
- Ryūho Kikuchi (* 1996), japanischer Fußballspieler
- Yū Suzuki (* 1958), japanischer Spieleentwickler und Spieleproduzent

## Angrenzende Städte und Gemeinden
- Tōno
- Ōfunato
- Ōtsuchi
- Sumita